# هوغو بيكر (ملحن)
هوغو بيكر (بالألمانية: Hugo Becker)‏ هو معلم موسيقى وملحن ألماني، ولد في 13 فبراير 1863 في ستراسبورغ في فرنسا، وتوفي في 30 يوليو 1941 في Geiselgasteig ‏ في ألمانيا.

## وصلات خارجية
- هوغو بيكر على موقع ميوزك برينز (الإنجليزية)